# Quickborn (Gusborn)

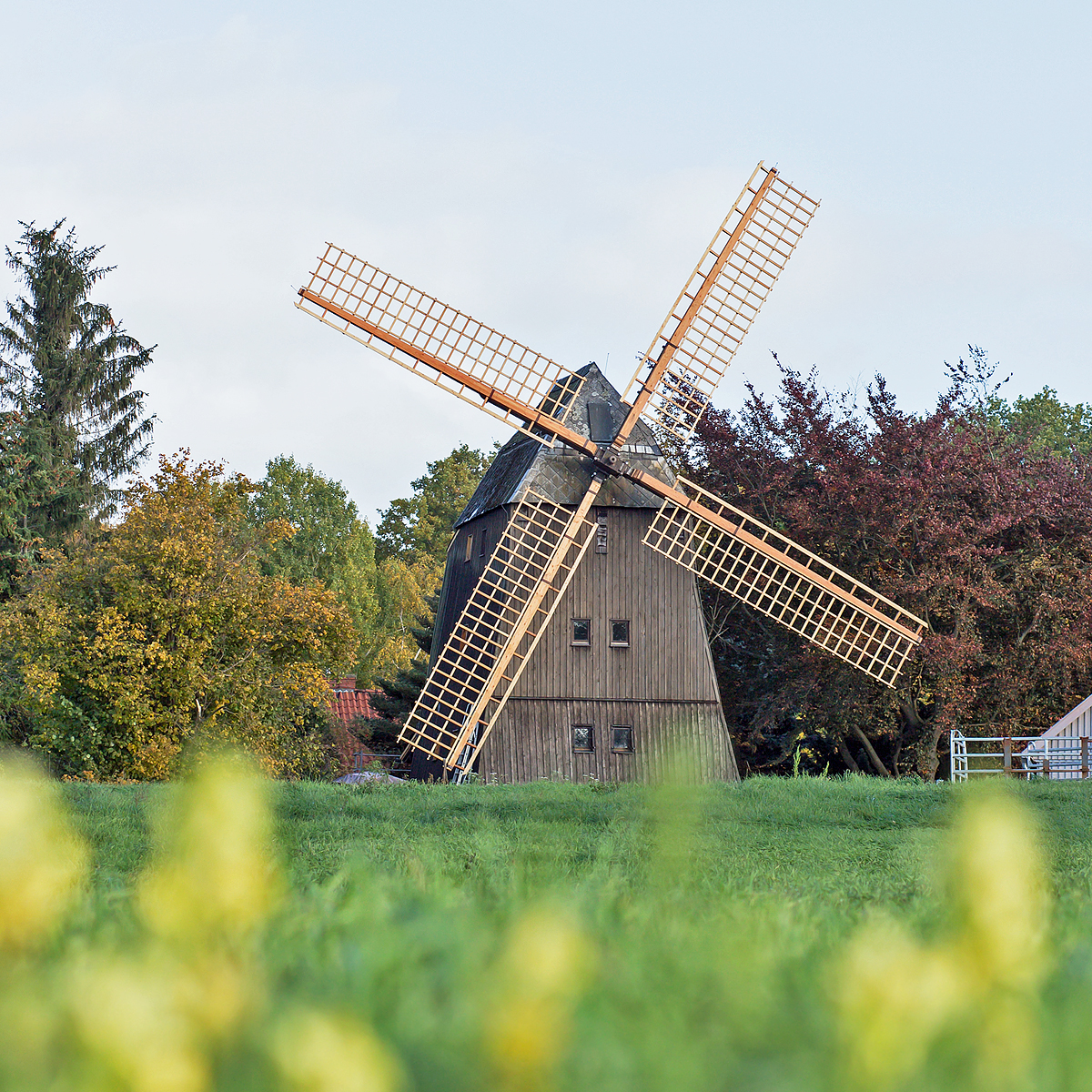
Ehem. Windmühle mit erneuerten Flügeln

Quickborn ist der größte Ortsteil der Gemeinde Gusborn im niedersächsischen Landkreis Lüchow-Dannenberg. Das Dorf liegt 3 km nordwestlich von Groß Gusborn. Nördlich verläuft die B 191; die Elbe fließt nördlich 3 km entfernt vorbei. Der Ort liegt am Nordwestrand der sandigen, überwiegend mit Kiefernforst bewachsenen "Langendorfer Geestinsel"; nach Norden fällt diese recht steil zur feuchten Niederung der Elbaue ab.

## Geschichte, Bebauung
- Die denkmalgeschützten Objekte des Dorfes sind in der Liste der Baudenkmale in Gusborn#Quickborn im Einzelnen aufgeführt und teilweise bebildert.

Ursprünglich war der Kern Quickborns ein sehr dicht bebautes, zweizeiliges Reihendorf. Nach Großbränden 1835, um 1853/54 sowie um 1862/63 erfolgten Ausdünnungen der Bebauung, indem einzelne Höfe andernorts wiedererrichtet wurden. Vor allem im Bereich der Dorfstraße ist noch alte Bausubstanz aus dem 17. bis 19. Jh. vorhanden, darunter noch einzelne Torscheunen und diverse Niederdeutsche Hallenhäuser. Weiterhin prägt alter Eichenbestand das Ortsbild. Später erfolgten Ortserweiterungen nach Osten ("Am Kosakenberg" und Neubaugebiet südlich davon) sowie nach Südwesten entlang der Straße "Am Mühlenberge". Dort befindet sich auch noch eine heute nicht mehr funktionstüchtige Paltrockwindmühle wohl aus dem späten 18. Jh.
Die evangelische Kirche, St. Maria Magdalena, ist ein rechteckiger barocker Saalbau aus Backstein, der ein Mansarddach trägt. Sie wurde ab dem Jahr 1777 erbaut. Ihr wuchtiger Westturm stammt im Kern aus dem Mittelalter. Die Ausstattung mit Kanzelaltar, die wohl aus dem Jahr 1784 stammt, wirkt einheitlich. Beim Einbau einer Tonnendecke im Jahr 1960 wurde das zweite Emporengeschoss entfernt.
Am 1. Juli 1972 wurde Quickborn in die Gemeinde Gusborn eingegliedert.

## Persönlichkeiten
- Carl Friedrich Christoph Heinrichs (1798–1881), in Quickborn geborener evangelischer Pfarrer und  Konsistorialrat der Lippischen Landeskirche